# Kostel svatého Jiří (Hněvčeves)
Kostel svatého Jiří se nalézá v centru obce Hněvčeves v okrese Hradec Králové. Barokně přestavěný, původně gotický kostel tvoří významnou dominantu obce a celého jejího okolí. Kostel je chráněn jako kulturní památka ČR. Národní památkový ústav tento kostel uvádí v katalogu památek pod rejstříkovým číslem ÚSKP 19075/6-604.

## Historie
Původní farní kostel svatého Jiří byl vystavěn v gotickém stylu koncem 14. století. Roku 1424 jej však zbořila husitská vojska. Na počátku 16. století provedl obnovu kostela Václav Záruba z Hustířan. Nový kostel byl již vystavěn ve slohu renesančním. Současná barokní podoba kostela pochází z přestavby na přelomu 17. a 18. století, kdy byl majitelem panství Adam Záruba z Hustířan. V roce 1992 prošel celý kostel kompletní rekonstrukcí. Do konce roku 2005 byl farním kostelem hněvčevské farnosti, po jejím sloučení s farností Dohalice je kostelem filiálním.

## Popis
Kostel stojí na malé vyvýšenině uprostřed zhruba čtvercové návsi a byl původně obklopen dnes již zrušeným hřbitovem. Vchod do kostela má pozdně gotický profilovaný portál. Kostel je jednolodní sklenutá dřevěnou valenou klenbou s lunetami, s hranolovitou dvoupatrovou věží s barokní cibulí a protáhlou lucernou na západní straně. Původní gotické zdivo tvoří lomový kámen (spravovaný cihlou), novější přestavby jsou cihelné. Kostel je omítnut krémovou štukovou omítkou a fasáda je zakončena podstřešní římsou. 
Průčelí věže je na rozích zesíleno pilastry. Od roku 1893 je věž kostela osazena hodinami. Ve věži byly původně 4 zvony: 1. Sv. Jiří - 12q (r. 1510), 2. Sv. Václav - 6 q (r. 1500), 3. Sv. Josef - 3 q (r. 1683) a 4. Umíráček 1 q těžký, které byly zrekvírovány za I. světové války. V roce 1929 byly pořízeny zvony nové, z nichž byly dva zvony v roce 1942 opět zabaveny. V roce 2009 byl pořízen nový zvon zasvěcený svaté Anežce České a svaté Ludmile.
Kostelní loď osvětlují okna v kamenných ostěních s klenáky a ozdobnými rámci, v oknech jsou bohaté barokní mříže.
Sakristie nalézající se na severní straně je čtvercová, vstupuje se do ní oplechovanými dveřmi v pravoúhlém ostění s uchy a lištou a ornamentálním klenákem.  
Střecha je sedlová s eternitovou krytinou. 
Současné vybavení kostela pochází z 18. století. Bohatě vyřezanému hlavnímu oltáři dominuje obraz svatého Jiří. Dále jsou v kostele ještě tři postranní oltáře a kazatelna. Dřevěná kruchta spočívá na vyřezávaných sloupech. V roce 1901 byly instalovány na kůru nové varhany.

## Galerie

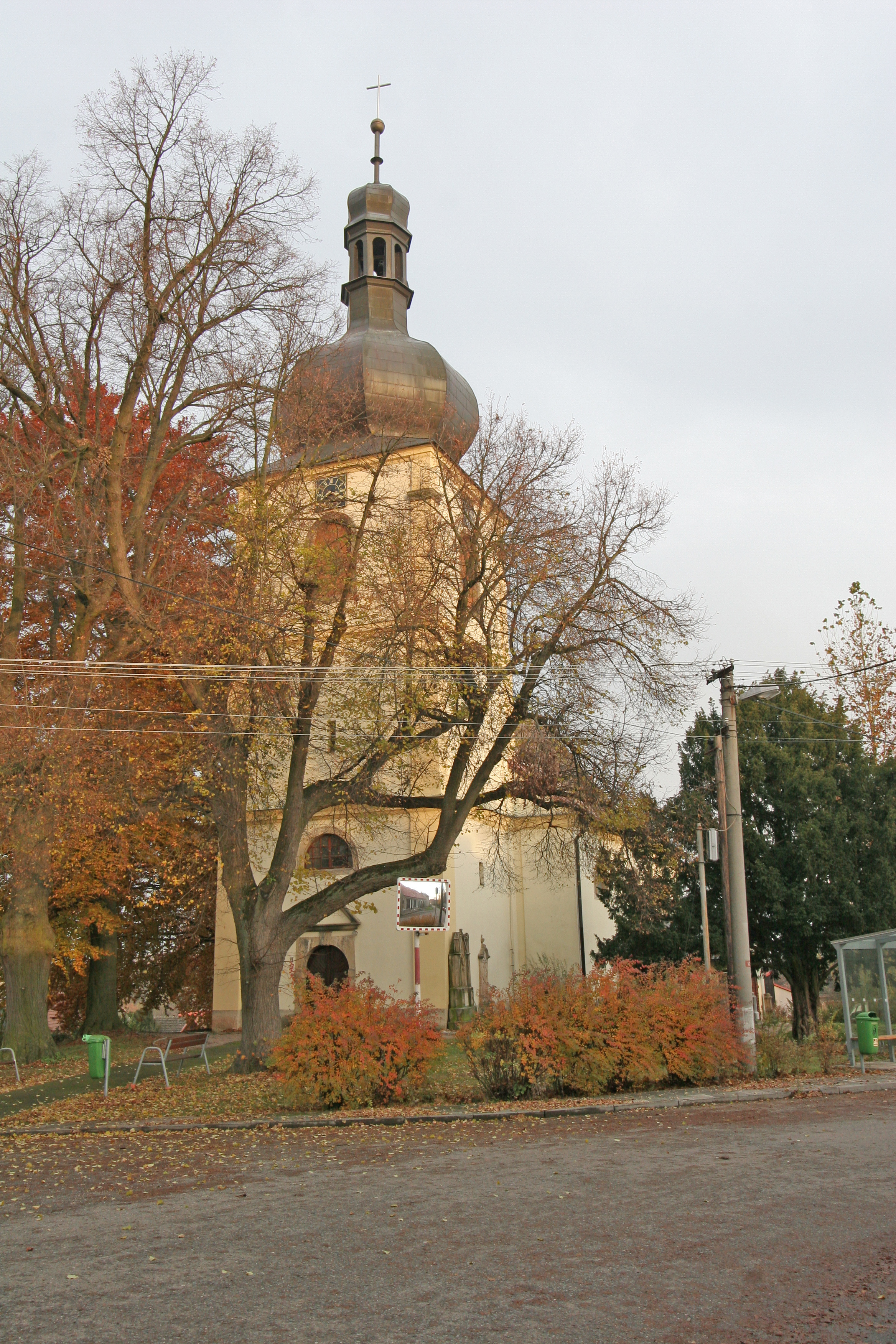
Kostel svatého Jiří v Hněvčevsi
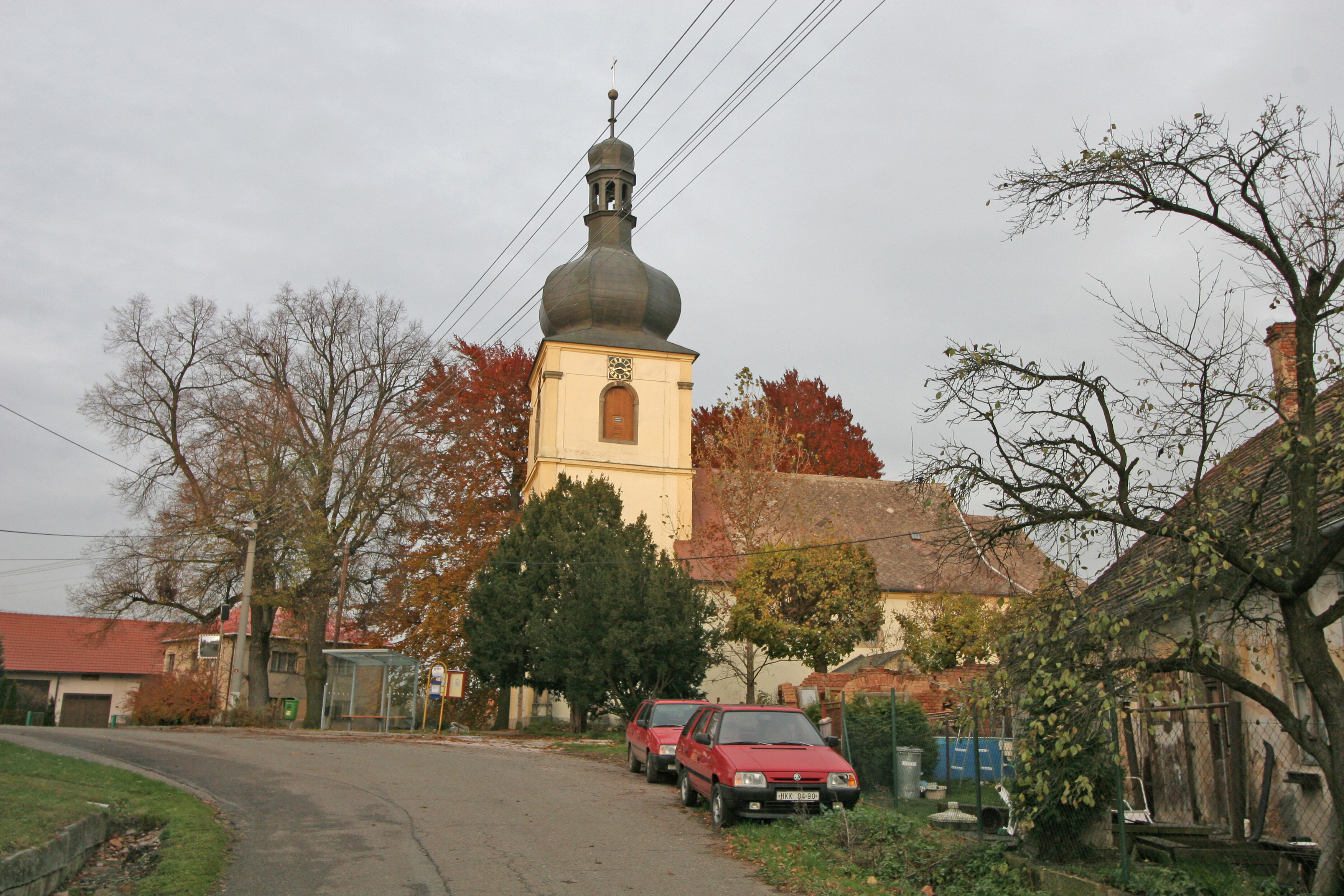
Kostel svatého Jiří v Hněvčevsi
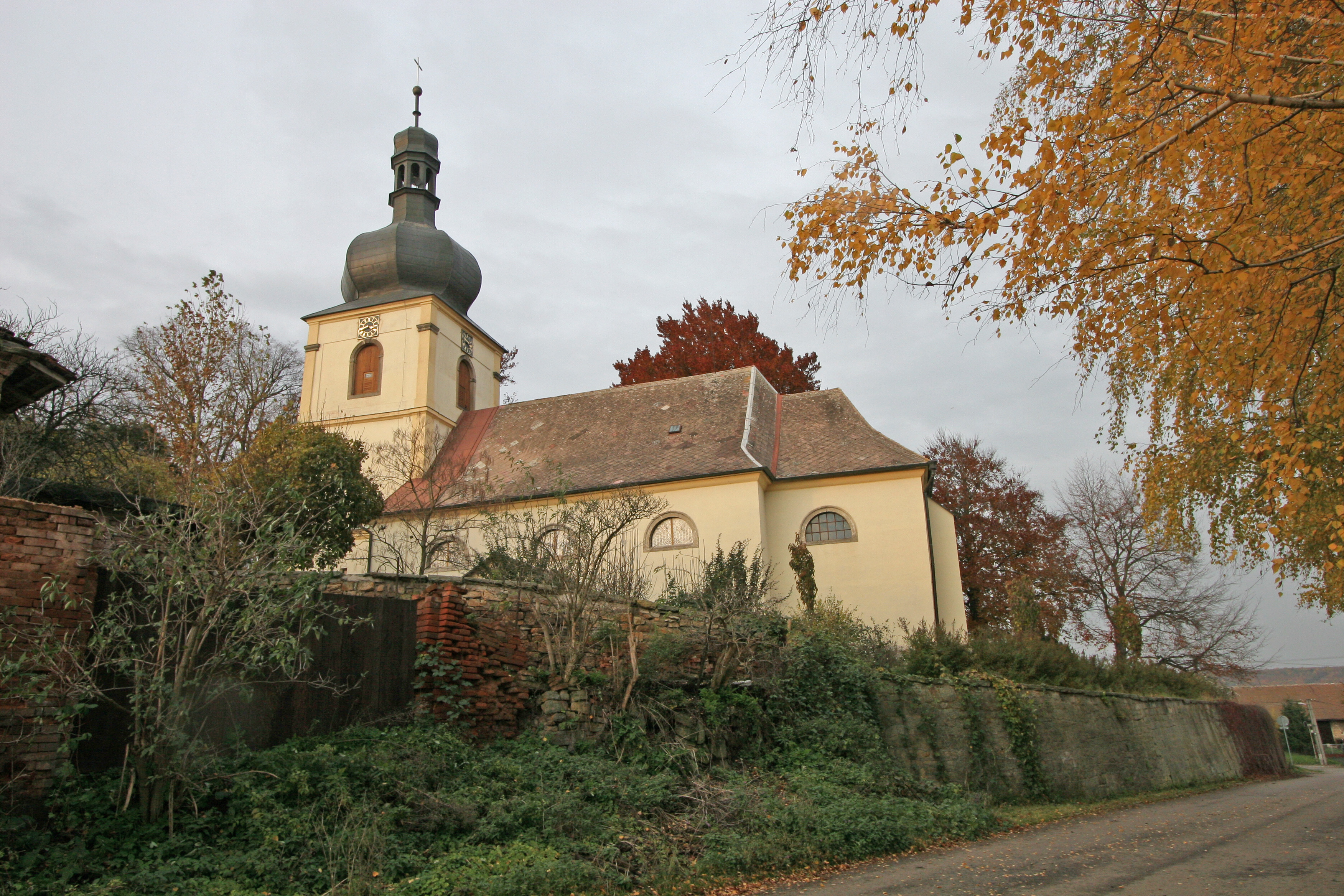
Kostel svatého Jiří v Hněvčevsi
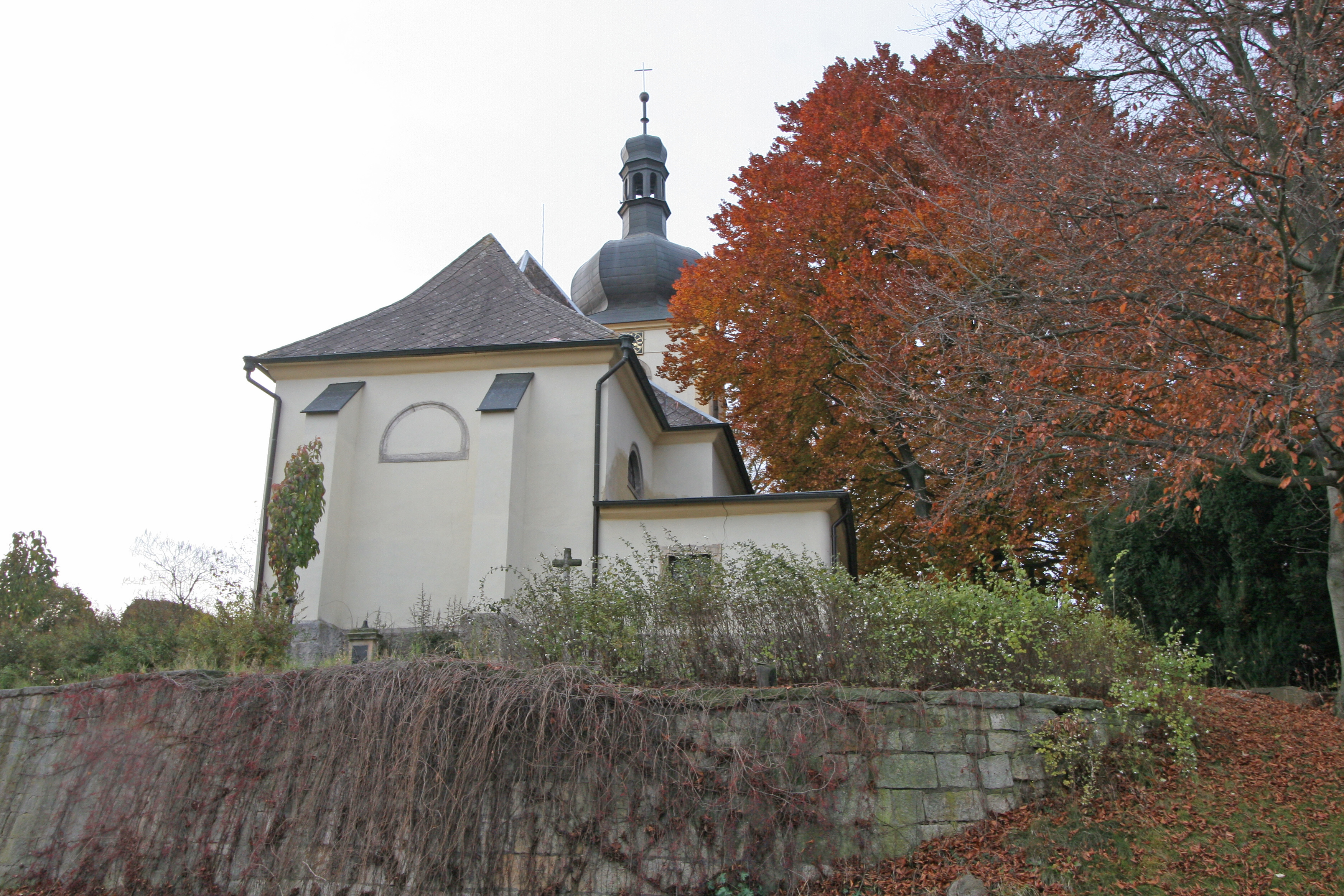
Kostel svatého Jiří v Hněvčevsi
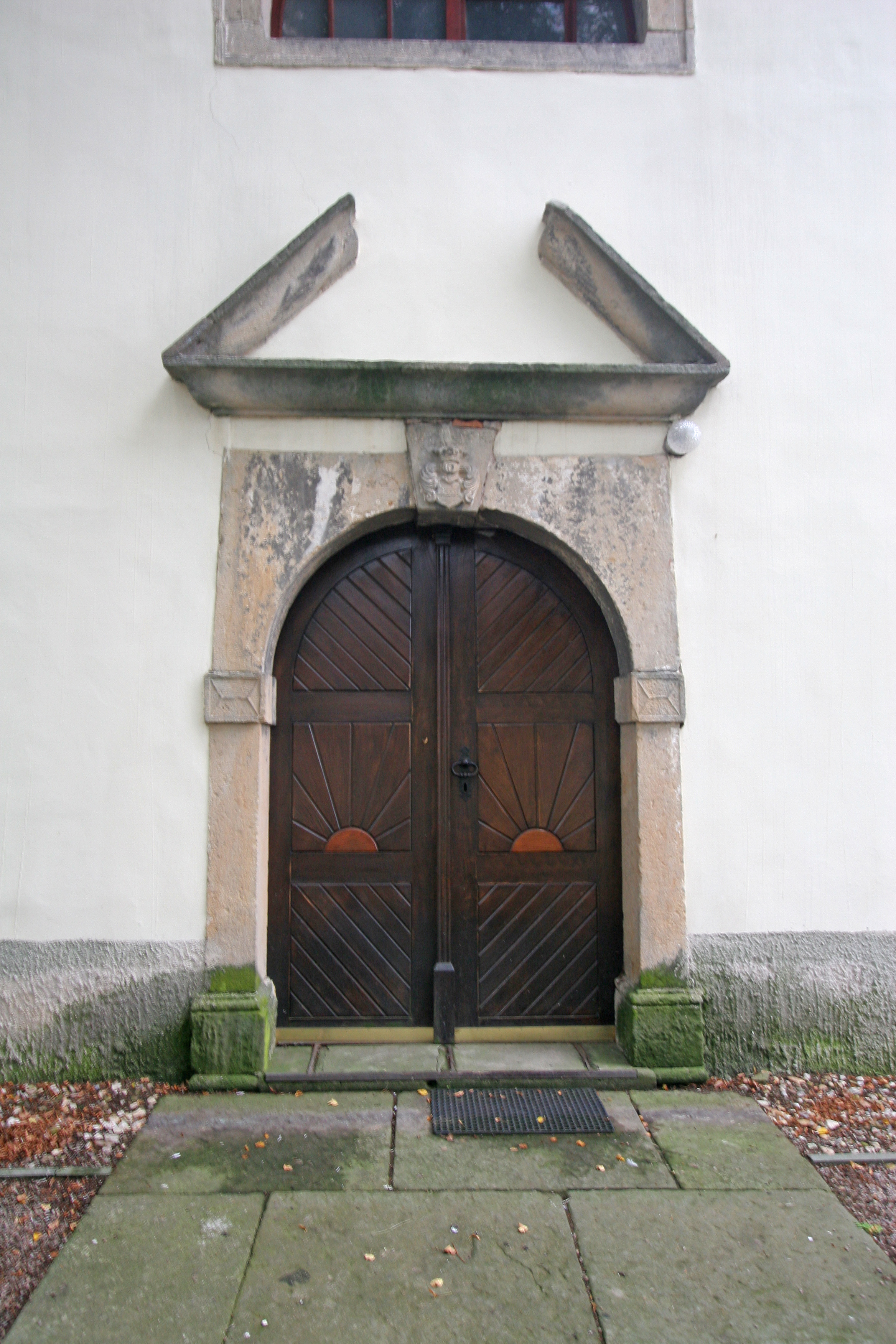
Kostel svatého Jiří v Hněvčevsi - vstupní portál
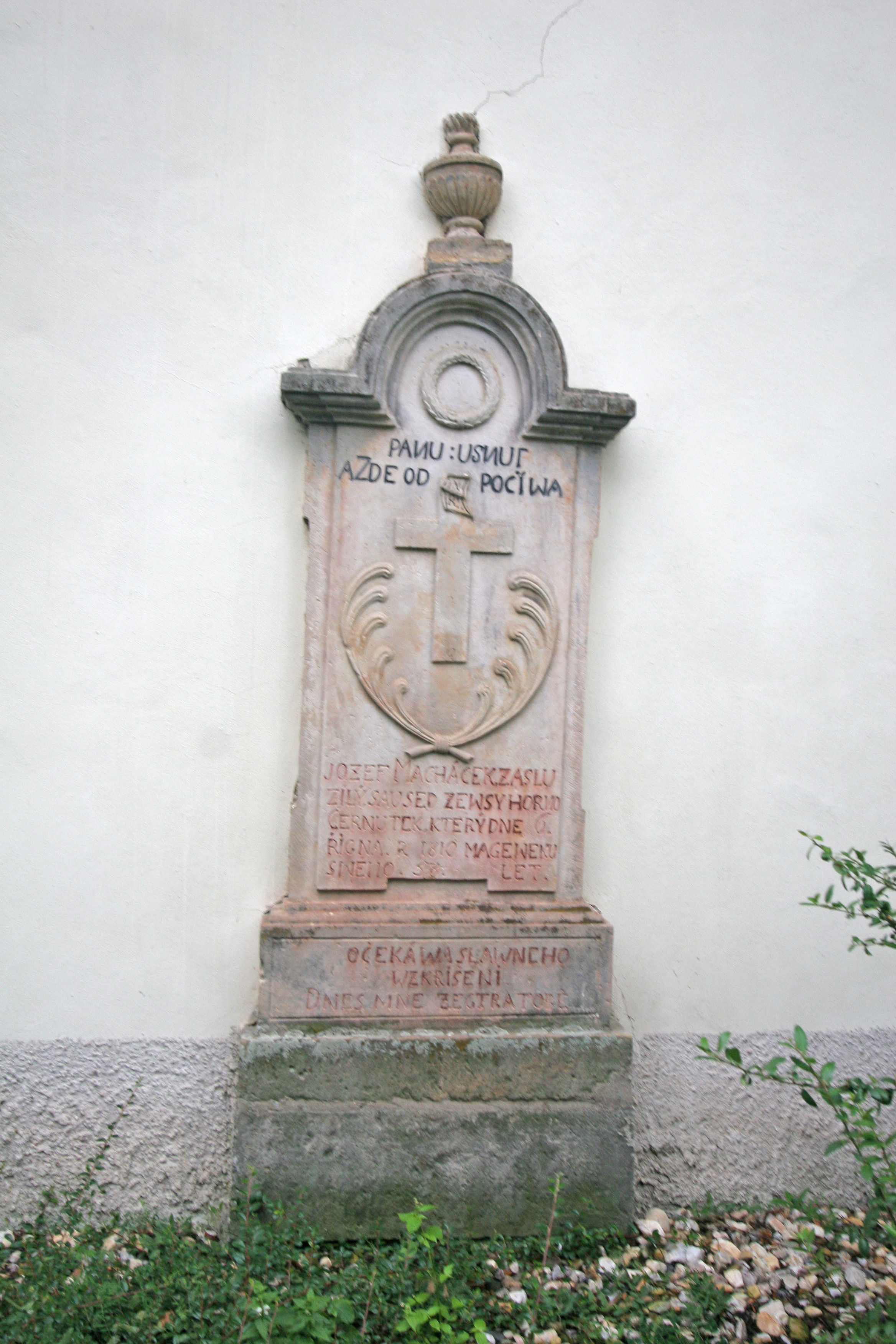
Kostel svatého Jiří v Hněvčevsi - náhrobní kámen